# L'orgie romaine
L'orgie romaine er en fransk stumfilm fra 1911 af Louis Feuillade.